# Justin Chatwin
Justin Chatwin (Nanaimo, Brits-Columbia, 31 oktober 1982) is een Canadees acteur. Hij is het best bekend door zijn rol als zoon van Tom Cruise in de door Steven Spielberg geregisseerde film War of the Worlds. Verder speelde hij kleinere rollen in televisieseries als Lost en Smallville. Chatwin speelde in de film Dragonball Evolution uit 2009 de rol van Goku.

## Filmografie
- Biblioteca Nacional de España: XX4847576
- Bibliothèque nationale de France: cb157839091 (data)
- Gemeinsame Normdatei: 1024899403
- International Standard Name Identifier: 0000 0001 1440 8312
- Library of Congress Control Number: no2006037760
- Nederlandse Thesaurus van Auteursnamen: 306857138
- Système universitaire de documentation: 164175261
- Virtual International Authority File: 31746807
- WorldCat: E39PBJhxgRpXtqkg6TWKyjBwYP